# Alur Cucur
Alur Cucur is een bestuurslaag in het regentschap Aceh Tamiang van de provincie Atjeh, Indonesië. Alur Cucur telt 3082 inwoners (volkstelling 2010).